# 1988年のル・マン24時間レース

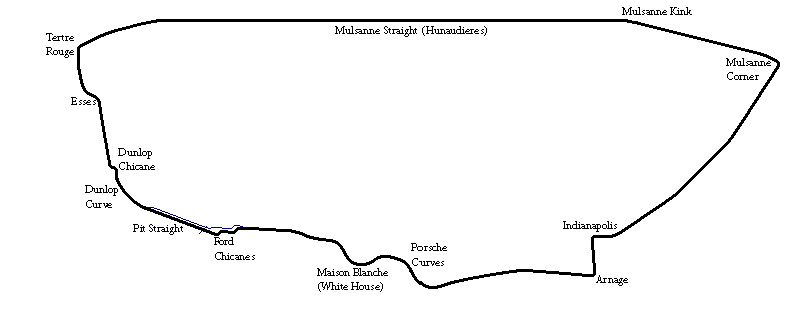
1988年のコース

1988年のル・マン24時間レース（24 Heures du Mans 1988 ）は、56回目のル・マン24時間レースであり、1988年6月11日から6月12日にかけてフランスのサルト・サーキットで行われた。

## 概要
1982年のル・マン24時間レース以来燃費規制が根本にあることに対する反発があり、国際スポーツ委員会（FISA、現国際自動車連盟）から「燃費を気にしてスローダウンする光景が見られるのはレースではない」という意見が出るなどレースらしい競争を求める声が大きくなりつつあり、この頃から車両規則を巡って新しい動きが具体化し始めた。具体的にFISAから出たのはフォーミュラ1と同じ3,500ccの自然吸気エンジンで戦うという案であった。
ユノディエールは全面再舗装されていた。

### C1
ポルシェ・962Cは古さを隠せず、一時V型8気筒エンジンを搭載する新型を投入する動きもあったが、長年のロスマンズの支援が終焉し新たなスポンサーが現れなければ試作もできない状況で、車両規則が変わる可能性が出て来たことがポルシェの新シャシ開発断念を後押しした。すでにワークスはスポーツカー世界選手権に参戦しておらず、ル・マン24時間レースのみへの参戦とした。チームマネージャーのピーター・フォーク、デザイナー兼エンジニアのノルベルト・ジンガーにとりまさにこのレースが最後の仕事で、ジンガーは後に「まだやり残した仕事がある、という気分だった。962Cはまだ充分戦える。だったら、最後にひと花咲かせてやろうじゃないか、と逆に闘志が湧いたものさ」と語っており、連覇を8に伸ばすべく努力した。当初は到底ジャガーに敵わないと思われていたが、エンジンマネージメントシステムをボッシュと共同で従来の6MBマイクロプロセッサ1個搭載のモトロニックMP1.2に代わって20MBプロセッサを5個搭載するMP1.7という新型を開発、フルデジタル化して制御をきめ細かくして燃費を大幅に向上しながらも圧縮比9.5から決勝ブーストでも常時700PSを実現して燃費と出力を両立、ル・マン24時間レースのためだけに3.2リットルの水冷エンジンを準備、ヴァイザッハの風洞でロングテールの形状を検討、高速走行で有利なように低くし、既存のシャシナンバー007、008に加えシャシ番号010を新規に制作して計3台を投入するなど連勝記録伸長に意欲を見せた。外観はシェルカラーに塗り替えられていた。勝利に対する意気込みはものすごく、エースカーの17号車にはル・マン2勝のハンス＝ヨアヒム・スタック/ル・マン3勝のクラウス・ルドヴィック/ル・マン5勝のデレック・ベルと実績を持つドライバーを揃えた。勝利だけでなくアメリカ合衆国での宣伝を考慮し3台目のワークスカー19号車にはアメリカレース界のスーパースター、マリオ・アンドレッティ/マイケル・アンドレッティ/ジョン・アンドレッティ親子を配した。
前年惜敗したジャガーのトム・ウォーキンショーは「前年の走りで何が足りなかったのか、勝つためにはどうすればいいのかがわかった」と言い、実にスタッフ107名、ワークス車両はヨーロッパから3台、アメリカ合衆国から2台、1号車、2号車、3号車、21号車、22号車とジャガー・XJR-9を計5台投入し必勝体制を組んだ。また何があっても現場が混乱しないよう、誰が何時何分に何をすべきか行動スケジュールと役割を作成し全員に徹底した。従来耐久レースとはペースが上がったとは言え基本的には着実にマイペースで走り、長く走ったチームが優勝するものだと考えられて来たが、トム・ウォーキンショーは「1時間ごとにする燃料補給のピットインからピットインまでを一つのスプリントレースと考え、それを24回行ない、その中でトラブルやミスの少ないチームが勝つのだ」という新しい考え方を前提に作戦を立てて準備したのである。本社のバックアップも物凄く、また今年こそはル・マン24時間レースでの総合優勝を見られると信じてドーバー海峡を渡ったジャガー応援団は5万人とも言われた。
メルセデス・ベンツは新型のザウバー・C9を持ち込み、世界選手権ではジャガーとタイトル争いをするなど侮れない存在となりつつあった。
プジョー関係者で構成される小規模チームのWMセカテバは、前年に引き続き成績よりもユノディエールでの最高速記録に注力し、前年型P87に加え、P87をベースに改良されたP88の2台体制で参戦した。
トヨタ自動車はシャシの改良により完成度が高くはなっていたが、レース戦闘力で優勝を狙う能力はなかった。
日産自動車はエンジンが弱点との反省に基づき大幅な改良を加えたが全体のバランスは良くなかった。初めてニスモの単独チームを結成し、日本人組の23号車、外国人組の32号車が参戦した。チームルマンは前年の雪辱を期しマーチ・88Vを2台持ち込んだ。

### GTP
マツダの1987年のル・マン24時間レース7位入賞は大きな反響があり、本社は宣伝に多用した。そして重い腰を上げ、とうとうレース活動に本気で取り組むようになった。4ローターエンジンを開発し新型のマツダ・767に搭載し2台、その他3ローターのマツダ・757を1台を投入した。7位入賞で自信がつきチーム力も向上した。本社のバックアップも強化されて来てはいたが、まだトップクラスには力不足であった。また本社の中では大橋孝至に対する妬みも多くなった。大橋孝至は国際自動車スポーツ連盟（現国際自動車連盟、FISA）と交渉の末に最低重量を3ローター時代と同じ794kgで認めさせることに成功していたが、ほとんど報道されなかった。

## 予選
ユノディエールの再舗装によりラップタイムは大幅に短縮された。

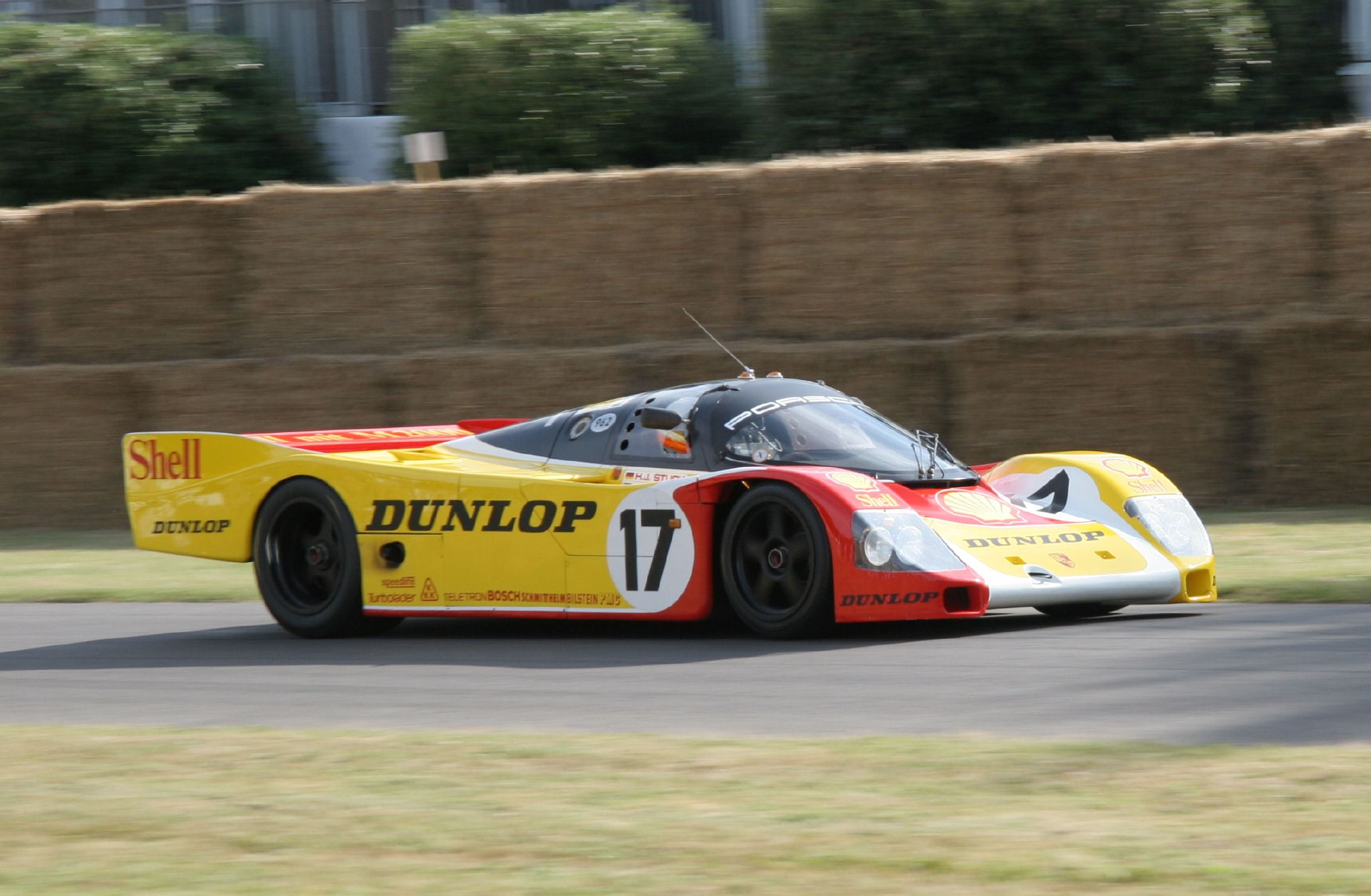
ポルシェのエースカー、ポルシェ・962C、17号車

初日、2日目を通じポルシェの独壇場となった。ハンス＝ヨアヒム・スタックが17号車、シャシナンバー010の950PSとも1,000PSとも言われる予選ブーストでコースレコードを6秒も短縮する3分15秒64、平均速度250.164km/hを記録してポールポジションを獲得、2位は3分18秒62、3位はマリオ・アンドレッティの3分21秒78とポルシェワークスで3位までを独占した。ユーノディエールでの最高速は391km/hに達し、これにより本命の一角であることを示した。
ジャガーは勝利を意識したからこそ予選にはこだわらなかった。セッティングに苦しみながらも2台が初日からタイムアタックできるまでに煮詰まっており、最高がマーティン・ブランドルが1号車で出した3分21秒78で4位。その他6位、9位、11位、12位となった。ターボエンジンのポルシェが過給圧を上げることで一時的に出力向上を図れるのに対して自然吸気エンジンのジャガーは不利であり、それで4位に入ったのは相当な能力をうかがわせる結果となった。
ザウバーはストレート走行中にタイヤがバーストした。タイヤを供給していたミシュランは「不良品が紛れ込んだだけで再発の可能性はない」としたが、チーム代表で監督だったペーター・ザウバーは予選終了翌日の金曜日「タイヤの安全性に問題がある」とし、3台全てメルセデス・ベンツの事前承諾を得ないまま決勝レース前に撤退を決めた。メルセデス・ベンツはこれを非難せず追認した。この一連の決定の背後には1955年のル・マン24時間レースで起きた大事故の記憶があった。
これまで予選で苦しんできたトヨタ自動車は好調で、トムスのジェフ・リース/関谷正徳/星野薫組が予選9位、37号車が予選10位を獲得、予選ベスト10位に入った車両は再車検を要するためトムスの館は「へたに予選でいいタイムを出したら、面倒な手続きがあってたいへんだよ」と満面の笑みで優越感に浸った。これが日本車の最高位であり、日本車の過去最高位を更新したが、これは予選用に過給圧を上げて記録したものであった。
日産自動車、ニスモは23号車が3分29秒44で14位、32号車が3分34秒66で23位であった。チームルマンの花輪知夫は最適なセッティングを見つけられずに苦悩し、ターボトラブルまで発生させた。
マツダは本格的なタイムアタックを行わず、マツダ・767の201号車が26位、202号車が31位、マツダ・757の203号車が40位と振るわなかったが、それでも多くの記者が決勝になればマツダが日本車最速になるだろうと考えていた。

## 決勝
出走は49台。
これまでル・マン24時間レースでは一見スプリントに見えるレース展開ではあっても相手の出方を窺いながら計算されたバトルであって、500kmレースと同じ速度で24時間を走るなどということは決してなかったが、ジャガーのジョン・ワトソンはレース前から「今年のル・マンは24時間にわたって厳しい戦いが行われ、もっとも過激な走りに耐えられるクルマが勝利を収めることになるだろう」、すなわち24時間耐久レースではなく24時間のスプリントレースになる旨を予言していた。
15時に決勝が始まると同時にジャガー5台全てとポルシェ3台は凄まじいスピードで走り出し、一騎討ちの様相となった。はじめはほとんど誰もが最初の給油終了かせいぜい3人目のドライバーが最初の運転を終えるまでにスプリントレース的な展開も終わると考えていたが、そうはならず、延々スプリントレースが続いた。
前年問題となったガソリンの品質は問題なかった。
ジョン・ニールセンのジャガー1号車が2時間を過ぎたところでミュルサンヌにてグラベルに飛び出し、牽引を待つ間に少なくとも1周に相当する5分を失った。
ポルシェ陣営のエースカーであったポルシェ17号車が2時間半過ぎまたは3時間過ぎに燃料フィルターの詰まりでコース脇に停まり、乗っていたクラウス・ルドヴィックはスターターモーターを使ってピットに戻りピットイン、2周を失い5位または8位または3周遅れの9位に後退した。3位から2位に上がったボブ・ウォレク/サレル・ヴァン・デ・マーウェ組のポルシェ18号車がジャガーからトップを奪い返したが水漏れを起こして後退、その後エンジントラブルでリタイアした。上位を走行していたアンドレッティ親子のポルシェ19号車は水漏れや燃料パイプ亀裂などで後退し、エンジントラブルを発生させたがピーター・フォークは使い物にならないシリンダー1本を諦めプラグを抜いて5気筒で走行させた。ポルシェ17号車は3分22秒51というレース最速周回記録を作るなどで追い上げたが、ペースアップは燃費の悪化も意味しており、そこまでの玉砕戦法は取れなかった。
ジャガー陣営もトラブルが多かった。3号車は8時間目にトランスミッションを壊してリタイア。21号車は11時間目に駆動系のトラブルを発生させたがトム・ウォーキンショーはリタイヤさせずクラッチから後ろを全て交換させる作業に入った。エースカーの1号車はスピンして大きく遅れた上に19時間目にエンジントラブルでリタイアした。ジャガー2号車も細かいロスタイムを積み重ねた。
WMセカテバは52号車のP87がトランスミッショントラブルのため、5時間後に22周でリタイア。51号車のP88もエンジントラブルでピットインを余儀なくされるが、修理を経てコースに復帰し、ユノディエールで405 km/hの最高速を記録した。その後もトラブルが続き、スタートから12時間後に59周でリタイアした。
日本車は2大ワークスの争いから完全に取り残され、4時間経過時点で日本車最高位のマツダですら首位から5周も離されていた。4ローターのマツダ・767は朝まで快走したが、2台とも相次いで排気管の割れとベルトの損傷でピットインした。
予選で快調だったトヨタ自動車であるが決勝はまるで違っていた。3S-GTを設計した山口武久は燃料を大量に送り込んでエンジンを冷却し24時間持たせるという作戦を考え、黒煙を吐きながら走った。しかしこの作戦では非常に燃費が悪くなるため決勝ペースに3分40秒から45秒を想定せざるを得ず、これは日本車の3ワークスチームの中では一番遅かった。
チームルマンは5時間半、74周と86周でエンジントラブルにてリタイア、夜になる前に片付けることになった。
レース終盤に雨が降り出して燃費の制約が弱くなった上に、ポルシェ17号車最後のドライバーとなったハンス＝ヨアヒム・スタックは雨に強く、猛烈な追撃を見せた。トップを走るジャガー2号車のジョニー・ダンフリーズはプレッシャーに弱いと言われており、またアンディ・ウォレスはル・マン24時間レース初挑戦であった。
しかしル・マン24時間レースには珍しくセーフティーカーは一度も入らなかった。雨が降ったのはコースの南側だけで、時間も30分だけだったため大勢に影響を与えなかった。
テルトルルージュからポルシェカーブにかけての路面がかなり濡れてきてスリックのままで走るかインターミディエイトに履き替えるかで悩んだドライバーもいたが、2位では意味がないハンス＝ヨアヒム・スタックには選択の余地がなかった。一度ポルシェカーブでスライドし壁にペイントを残したがそのまま走行した。
実はジャガー3号車がリタイアする少し前にトランスミッションから大きなサンピング音が発生していたが、それと同じ音が2号車でも出ていた。しかし運転していたヤン・ラマースは無線でも報告せず、シフトチェンジの回数を極力減らしてトランスミッションを労わりつつ、ハンス＝ヨアヒム・スタックの追走を注意深く監視し、そのペースに合わせて走っていた。この問題をトム・ウォーキンショーをはじめとするジャガーピットは最後のピットインからラマースが再発進する時の音で気がついたが、もはやなすすべなくラマースに任せることになった。

## 結果
完走は25台。

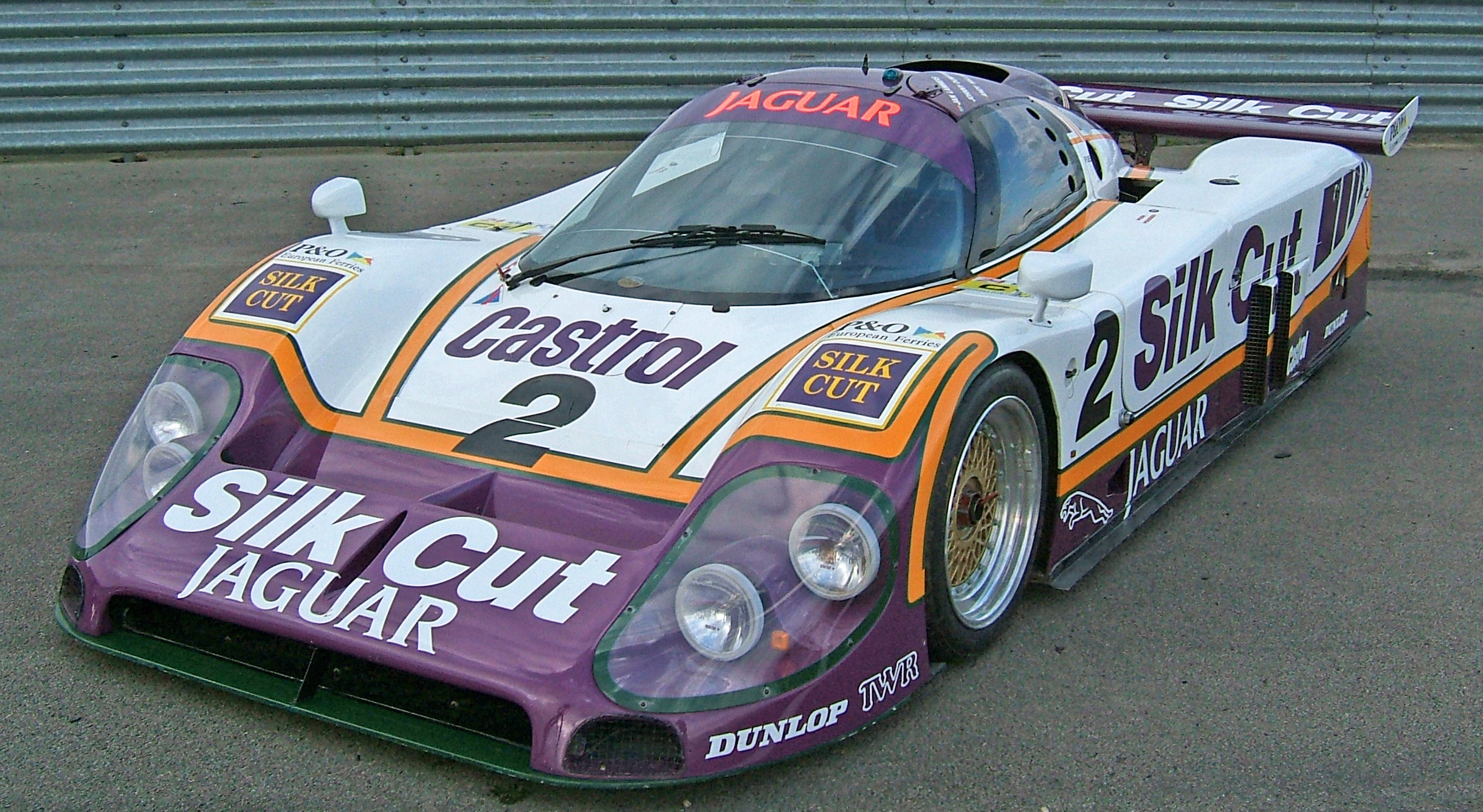
優勝したジャガー・XJR-9LM、2号車

最後はジャガー2号車をポルシェ17号車がじりじり追い上げる展開になり、終了1時間前には同一周回に入ったが、結局追い抜く前にレースが終了、ヤン・ラマース/ジョニー・ダンフリーズ/アンディ・ウォレス組の乗るジャガー・XJR-9LMの2号車が24時間で5,332.780kmを平均速度211.665km/hで走って優勝した。ジャガーは1957年のル・マン24時間レース以来31年ぶりの勝利となった。2位との差は半周、2分37秒差しかなかった。この走行距離は1971年のル・マン24時間レースでポルシェ・917が出した記録にはわずかに及ばなかったものの前年を大きく上回るものであった。
2位のポルシェ17号車の燃料残量はわずか1.5リットルで、レースが後1周あったら間違いなくガス欠でストップしていた残量だった。ポルシェは翌朝のイギリスとドイツの新聞に「ジャガーチームのみなさんに、心からの祝福を贈ります」という広告を掲載した。これには、ジョン・イーガン卿も感激し、「ポルシェはまさに最高のライバルだ。」と語った。
WMセカテバは完走こそできなかったが、51号車のP88が405 km/hというル・マンの最高速記録を残した。翌1989年にはメルセデス・ベンツのザウバー・C9がレース中に400 km/hを記録するが、P88の記録には及ばず、1990年にユノディエールに2か所のシケインが設けられたことで記録更新は事実上不可能となった。
日本車の完走率は高かったが、ポルシェの完走が多くトヨタ・88Cの12位が最高位であった。
マツダは757203号車が1987年のル・マン24時間レースにおける7位入賞より26周も多い344周を走って15位完走したものの全体にペースアップが著しくベスト10にも入れず、ほとんど誰にも評価されなかった。
| 順位   | クラス | 号車 | チーム                                                        | ドライバー                                                                       | シャシ                                               | タイヤ | 周回数 |
| 順位   | クラス | 号車 | チーム                                                        | ドライバー                                                                       | エンジン                                             | タイヤ | 周回数 |
| ------ | ------ | ---- | ------------------------------------------------------------- | -------------------------------------------------------------------------------- | ---------------------------------------------------- | ------ | ------ |
| 1      | C1     | 2    | - シルクカット・ジャガー - トム・ウォーキンショー・レーシング | - ヤン・ラマース - ジョニー・ダンフリーズ - アンディ・ウォレス                   | ジャガー・XJR-9LM                                    | D      | 394    |
| 1      | C1     | 2    | - シルクカット・ジャガー - トム・ウォーキンショー・レーシング | - ヤン・ラマース - ジョニー・ダンフリーズ - アンディ・ウォレス                   | ジャガー・7,000ccV型12気筒                           | D      | 394    |
| 2      | C1     | 17   | ポルシェ                                                      | - ハンス＝ヨアヒム・スタック - クラウス・ルートヴィッヒ - デレック・ベル         | ポルシェ・962C                                       | D      | 394    |
| 2      | C1     | 17   | ポルシェ                                                      | - ハンス＝ヨアヒム・スタック - クラウス・ルートヴィッヒ - デレック・ベル         | ポルシェ・935型3.2リットル水平対向6気筒ターボ        | D      | 394    |
| 3      | C1     | 8    | ブラウプンクト・ヨースト・レーシング                          | - フランク・イエリンスキー - ルイス・クラージェス - スタンレー・ディケンズ       | ポルシェ・962C                                       | G      | 385    |
| 3      | C1     | 8    | ブラウプンクト・ヨースト・レーシング                          | - フランク・イエリンスキー - ルイス・クラージェス - スタンレー・ディケンズ       | ポルシェ・935型2.8リットル水平対向6気筒ターボ        | G      | 385    |
| 4      | C1     | 22   | - シルクカット・ジャガー - トム・ウォーキンショー・レーシング | - デレック・デイリー - ケビン・コーガン - ラリー・パーキンス                     | ジャガー・XJR-9LM                                    | D      | 383    |
| 4      | C1     | 22   | - シルクカット・ジャガー - トム・ウォーキンショー・レーシング | - デレック・デイリー - ケビン・コーガン - ラリー・パーキンス                     | ジャガー・7,000ccV型12気筒                           | D      | 383    |
| 5      | C1     | 7    | ブラウプンクト・ヨースト・レーシング                          | - デヴィッド・ホブス - ディディエ・テイス - フランツ・コンラット                 | ポルシェ・962C                                       | G      | 380    |
| 5      | C1     | 7    | ブラウプンクト・ヨースト・レーシング                          | - デヴィッド・ホブス - ディディエ・テイス - フランツ・コンラット                 | ポルシェ・935型2.8リットル水平対向6気筒ターボ        | G      | 380    |
| 6      | C1     | 19   | ポルシェ                                                      | - マリオ・アンドレッティ - マイケル・アンドレッティ - ジョン・アンドレッティ     | ポルシェ・962C                                       | D      | 375    |
| 6      | C1     | 19   | ポルシェ                                                      | - マリオ・アンドレッティ - マイケル・アンドレッティ - ジョン・アンドレッティ     | ポルシェ・935型3.2リットル水平対向6気筒ターボ        | D      | 375    |
| 7      | C1     | 5    | レプソール・ブルン・モータースポーツ                          | - ヘスス・パレハ - マッシモ・シガーラ - ウーヴェ・シェイファー                   | ポルシェ・962C                                       | M      | 372    |
| 7      | C1     | 5    | レプソール・ブルン・モータースポーツ                          | - ヘスス・パレハ - マッシモ・シガーラ - ウーヴェ・シェイファー                   | ポルシェ・935型3.0リットル水平対向6気筒ターボ        | M      | 372    |
| 8      | C1     | 11   | レイトンハウス・クレマー・レーシング                          | - クリス・ニッセン - ハラルト・グロース - ジョージ・フーシェ                     | ポルシェ・962C                                       | Y      | 371    |
| 8      | C1     | 11   | レイトンハウス・クレマー・レーシング                          | - クリス・ニッセン - ハラルト・グロース - ジョージ・フーシェ                     | ポルシェ・935型3.0リットル水平対向6気筒ターボ        | Y      | 371    |
| 9      | C1     | 10   | ケンウッド・クレマー・レーシング                              | - 高橋国光 - 岡田秀樹 - ブルーノ・ジャコメリ                                     | ポルシェ・962CK6                                     | Y      | 370    |
| 9      | C1     | 10   | ケンウッド・クレマー・レーシング                              | - 高橋国光 - 岡田秀樹 - ブルーノ・ジャコメリ                                     | ポルシェ・935型2.8リットル水平対向6気筒ターボ        | Y      | 370    |
| 10     | C1     | 33   | 武富士・シュパン・レーシング                                  | - ブライアン・レッドマン - エイエ・エリジュ - ジャン＝ピエール・ジャリエ         | ポルシェ・962C                                       | D      | 359    |
| 10     | C1     | 33   | 武富士・シュパン・レーシング                                  | - ブライアン・レッドマン - エイエ・エリジュ - ジャン＝ピエール・ジャリエ         | ポルシェ・935型3.0リットル水平対向6気筒ターボ        | D      | 359    |
| 11     | C1     | 72   | プリマガス                                                    | - ユルゲン・ラシック - ピエール・イベール - ダドリー・ウッド                     | ポルシェ・962C                                       | G      | 356    |
| 11     | C1     | 72   | プリマガス                                                    | - ユルゲン・ラシック - ピエール・イベール - ダドリー・ウッド                     | ポルシェ・935型2.8リットル水平対向6気筒ターボ        | G      | 356    |
| 12     | C1     | 36   | トヨタ・チーム・トムス                                        | - ジェフ・リース - 関谷正徳 - 星野薫                                             | トヨタ・88C                                          | B      | 351    |
| 12     | C1     | 36   | トヨタ・チーム・トムス                                        | - ジェフ・リース - 関谷正徳 - 星野薫                                             | トヨタ自動車・3S-GT型 直列4気筒ターボ                | B      | 351    |
| 13     | C2     | 111  | スパイス・エンジニアリング                                    | - レイ・ベルム ゴードン・スパイス - ピエール・ド・トワシー                       | スパイス・SE88C                                      | G      | 351    |
| 13     | C2     | 111  | スパイス・エンジニアリング                                    | - レイ・ベルム ゴードン・スパイス - ピエール・ド・トワシー                       | フォード・コスワース・DFL型3.3リットルV型8気筒       | G      | 351    |
| 14     | C1     | 32   | ニスモ                                                        | - アラン・グライス - マイク・ワイルズ - ウィン・パーシー                         | 日産・R88C                                           | B      | 344    |
| 14     | C1     | 32   | ニスモ                                                        | - アラン・グライス - マイク・ワイルズ - ウィン・パーシー                         | 日産自動車・VRH30型3.0リットルV型8気筒ターボ         | B      | 344    |
| 15     | GTP    | 203  | マツダスピード                                                | - 寺田陽次郎 - デビット・ケネディ - ピエール・デュドネ                           | マツダ・757                                          | D      | 337    |
| 15     | GTP    | 203  | マツダスピード                                                | - 寺田陽次郎 - デビット・ケネディ - ピエール・デュドネ                           | マツダ・13G型2.0リットル3ローター                    | D      | 337    |
| 16     | C1     | 21   | - シルクカット・ジャガー - トム・ウォーキンショー・レーシング | - ダニー・サリバン - デイビー・ジョーンズ - プライス・コブ                       | ジャガー・XJR-9LM                                    | D      | 331    |
| 16     | C1     | 21   | - シルクカット・ジャガー - トム・ウォーキンショー・レーシング | - ダニー・サリバン - デイビー・ジョーンズ - プライス・コブ                       | ジャガー・7,000ccV型12気筒                           | D      | 331    |
| 17     | GTP    | 201  | マツダスピード                                                | - 片山義美 - デイビッド・レズリー - マルク・デュエツ                             | マツダ・767                                          | D      | 330    |
| 17     | GTP    | 201  | マツダスピード                                                | - 片山義美 - デイビッド・レズリー - マルク・デュエツ                             | マツダ・13J改型2.6リットル4ローター                  | D      | 330    |
| 18     | C2     | 115  | ADA エンジニアリング                                          | - イアン・ハローワー - 米山二郎 - 福山英朗                                       | ADA・03                                              | G      | 318    |
| 18     | C2     | 115  | ADA エンジニアリング                                          | - イアン・ハローワー - 米山二郎 - 福山英朗                                       | フォード・コスワース・DFL型3.3リットルV型8気筒       | G      | 318    |
| 19     | GTP    | 202  | マツダスピード.                                               | - 従野孝司 - エルヴェ・ルグー - ウィル・ホイ                                     | マツダ・767                                          | D      | 305    |
| 19     | GTP    | 202  | マツダスピード.                                               | - 従野孝司 - エルヴェ・ルグー - ウィル・ホイ                                     | マツダ・13J改型2.6リットル4ローター                  | D      | 305    |
| 20     | C2     | 123  | - チャールズ・アイヴィ・レーシング - チーム・イステル         | - ティム・ハーベイ - クリス・ホジェッツ - ジョン・シェルドン                     | Tiga GC287                                           | D      | 301    |
| 20     | C2     | 123  | - チャールズ・アイヴィ・レーシング - チーム・イステル         | - ティム・ハーベイ - クリス・ホジェッツ - ジョン・シェルドン                     | ポルシェ・935型2.8リットル水平対向6気筒ターボ        | D      | 301    |
| 21     | C2     | 124  | MTスポーツレーシング                                          | - ジャン・メッサウディ - ピエール＝フランソワ・ルースロ - ジャン＝リュック・ロワ | Argo・JM19C                                          | A      | 300    |
| 21     | C2     | 124  | MTスポーツレーシング                                          | - ジャン・メッサウディ - ピエール＝フランソワ・ルースロ - ジャン＝リュック・ロワ | フォード・コスワース・DFR型3.3リットルV型8気筒       | A      | 300    |
| 22     | C2     | 177  | オトモビリ・ルイ・デカルト                                    | - ジャック・ユクラン - ルイ・デカルト - ドミニク・ラコー                         | ALD・04                                              | A      | 294    |
| 22     | C2     | 177  | オトモビリ・ルイ・デカルト                                    | - ジャック・ユクラン - ルイ・デカルト - ドミニク・ラコー                         | BMW・M80型3.5リットル直列6気筒                       | A      | 294    |
| 23     | C2     | 198  | ロイ・ベイカー・レーシング                                    | - マイク・アリソン - デヴィッド・アンドリュース - スティーヴ・ハインズ           | Tiga・GC286                                          | D      | 294    |
| 23     | C2     | 198  | ロイ・ベイカー・レーシング                                    | - マイク・アリソン - デヴィッド・アンドリュース - スティーヴ・ハインズ           | フォード・コスワース・DFL型3.3リットルV型8気筒       | D      | 294    |
| 24     | C1     | 37   | トヨタ・チーム・トムス                                        | - パオロ・バリッラ - 小河等 - ティフ・ニーデル                                   | トヨタ・88C                                          | B      | 283    |
| 24     | C1     | 37   | トヨタ・チーム・トムス                                        | - パオロ・バリッラ - 小河等 - ティフ・ニーデル                                   | トヨタ自動車・3S-GT型2.1リットル直列4気筒ターボ      | B      | 283    |
| 25     | C1     | 117  | チーム・ラッキーストライク・シャンシェ                        | - マルティン・シャンシェ - ロビン・スミス - ロビン・ドノヴァン                   | Argo・JM19C                                          | G      | 278    |
| 25     | C1     | 117  | チーム・ラッキーストライク・シャンシェ                        | - マルティン・シャンシェ - ロビン・スミス - ロビン・ドノヴァン                   | フォード・コスワース・DFL型3.3リットルV型8気筒       | G      | 278    |
| 26 NC  | C2     | 113  | プリマガス                                                    | - マックス・コーエンオリバー - パトリック・ド・ラディゲス                        | クーガー・C12                                        | ?      | 273    |
| 26 NC  | C2     | 113  | プリマガス                                                    | - マックス・コーエンオリバー - パトリック・ド・ラディゲス                        | フォード・コスワース・DFL型3.3リットルV型8気筒       | ?      | 273    |
| 27 NC  | C2     | 151  | ピエール＝アラン・ロンバルディ                                | - ピエール＝アラン・ロンバルディ - ブルーノ・ソッティ                            | ロンドー・M379                                       | A      | 271    |
| 27 NC  | C2     | 151  | ピエール＝アラン・ロンバルディ                                | - ピエール＝アラン・ロンバルディ - ブルーノ・ソッティ                            | フォード・コスワース・DFL型3.0リットルV型8気筒       | A      | 271    |
| 28 DNF | C1     | 1    | - シルクカット・ジャガー - トム・ウォーキンショー・レーシング | - マーティン・ブランドル - ジョン・ニールセン                                    | ジャガー・XJR-9LM                                    | D      | 306    |
| 28 DNF | C1     | 1    | - シルクカット・ジャガー - トム・ウォーキンショー・レーシング | - マーティン・ブランドル - ジョン・ニールセン                                    | ジャガー・7,000ccV型12気筒                           | D      | 306    |
| 29 DNF | C1     | 23   | ニスモ                                                        | - 星野一義 - 和田孝夫 - 鈴木亜久里                                               | 日産・R88C                                           | B      | 286    |
| 29 DNF | C1     | 23   | ニスモ                                                        | - 星野一義 - 和田孝夫 - 鈴木亜久里                                               | 日産自動車・VRH30型3.0リットルV型8気筒ターボ         | B      | 286    |
| 30 DNF | C2     | 103  | スパイス・エンジニアリング                                    | - アルモ・コッペリ - ソーキルド・サイリング - エリセオ・サラザール               | スパイス・SE88C                                      | G      | 281    |
| 30 DNF | C2     | 103  | スパイス・エンジニアリング                                    | - アルモ・コッペリ - ソーキルド・サイリング - エリセオ・サラザール               | フォード・コスワース・DFL型3.3リットルV型8気筒       | G      | 281    |
| 31 DNF | C2     | 131  | グラフ・レーシング                                            | - ジャン＝フィリップ・グラン - ジャック・テリアン - モーリス・ゲヌン             | スパイス・SE86C                                      | ?      | 263    |
| 31 DNF | C2     | 131  | グラフ・レーシング                                            | - ジャン＝フィリップ・グラン - ジャック・テリアン - モーリス・ゲヌン             | フォード・コスワース・DFL型3.3リットルV型8気筒       | ?      | 263    |
| 32 DNF | C1     | 24   | ドロップ・レーシング                                          | - ニコラ・マロッツォ - ジャン＝ピエール・フレイ - ラニエーリ・ランダッチョ       | ランチア・LC2                                        | D      | 255    |
| 32 DNF | C1     | 24   | ドロップ・レーシング                                          | - ニコラ・マロッツォ - ジャン＝ピエール・フレイ - ラニエーリ・ランダッチョ       | フェラーリ・308C型3.0リットルV型8気筒ターボ          | D      | 255    |
| 33 DNF | C2     | 127  | チェンバレン・エンジニアリング                                | - ニック・アダムス - マーティン・ビレーン - リチャード・ジョーンズ               | スパイス・SE86C                                      | A      | 223    |
| 33 DNF | C2     | 127  | チェンバレン・エンジニアリング                                | - ニック・アダムス - マーティン・ビレーン - リチャード・ジョーンズ               | ハート・418T型1.8リットル直列4気筒ターボ             | A      | 223    |
| 34 DNF | C1     | 18   | ポルシェ                                                      | - ボブ・ウォレク - サレル・ヴァン・デ・マーウェ - ヴァーン・シュパン             | ポルシェ・962C                                       | D      | 192    |
| 34 DNF | C1     | 18   | ポルシェ                                                      | - ボブ・ウォレク - サレル・ヴァン・デ・マーウェ - ヴァーン・シュパン             | ポルシェ・935型3.0リットル水平対向6気筒ターボ        | D      | 192    |
| 35 DNF | C1     | 42   | ノエル・デル・ベロレーシング                                  | - ベルナール・サンタル - ノエル・デル・ベロ - ベルナール・ド・ドライヴァー       | ザウバー・C8                                         | G      | 157    |
| 35 DNF | C1     | 42   | ノエル・デル・ベロレーシング                                  | - ベルナール・サンタル - ノエル・デル・ベロ - ベルナール・ド・ドライヴァー       | メルセデス・ベンツ・M117型5.0リットルV型8気筒ターボ  | G      | 157    |
| 36 DNF | C2     | 121  | コスミックGPモータースポーツ                                  | - コスタス・ロス - ウェイン・テイラー - エヴァン・クレメンツ                     | スパイス・SE87C                                      | G      | 145    |
| 36 DNF | C2     | 121  | コスミックGPモータースポーツ                                  | - コスタス・ロス - ウェイン・テイラー - エヴァン・クレメンツ                     | フォード・コスワース・DFL型3.3リットルV型8気筒       | G      | 145    |
| 37 DNF | C2     | 191  | PCオートモーティブ                                            | - オリンド・イアコベリ - アラン・イアネット - ジョン・グラハム                   | Argo・JM19C                                          | G      | 130    |
| 37 DNF | C2     | 191  | PCオートモーティブ                                            | - オリンド・イアコベリ - アラン・イアネット - ジョン・グラハム                   | フォード・コスワース・DFL型3.3リットルV型8気筒       | G      | 130    |
| 38 DNF | C1     | 3    | - シルクカット・ジャガー - トム・ウォーキンショー・レーシング | - ジョン・ワトソン - ラウル・ボーセル - アンリ・ペスカロロ                       | ジャガー・XJR-9LM                                    | D      | 129    |
| 38 DNF | C1     | 3    | - シルクカット・ジャガー - トム・ウォーキンショー・レーシング | - ジョン・ワトソン - ラウル・ボーセル - アンリ・ペスカロロ                       | ジャガー・7,000ccV型12気筒                           | D      | 129    |
| 39 DNF | C1     | 13   | プリマガス                                                    | - ピエール＝アンリ・ラファネル - ミシェル・フェルテ                              | クーガー・C20B                                       | M      | 120    |
| 39 DNF | C1     | 13   | プリマガス                                                    | - ピエール＝アンリ・ラファネル - ミシェル・フェルテ                              | ポルシェ・935型3.0リットル水平対向6気筒ターボ        | M      | 120    |
| 40 DNF | C2     | 178  | オトモビリ・ルイ・デカルト                                    | - シルヴァン・ブーレイ - ジェラール・トランブレイ - ミシェル・ラテステ           | ALD・04                                              | A      | 103    |
| 40 DNF | C2     | 178  | オトモビリ・ルイ・デカルト                                    | - シルヴァン・ブーレイ - ジェラール・トランブレイ - ミシェル・ラテステ           | BMW・M80型3.5リットル直列6気筒                       | A      | 103    |
| 41 DNF | C1     | 4    | キャメル・ブルン・モータースポーツ                            | - マヌエル・ロイター - ヴァルター・レヒナー - フランツ・フンケラー               | ポルシェ・962C                                       | M      | 91     |
| 41 DNF | C1     | 4    | キャメル・ブルン・モータースポーツ                            | - マヌエル・ロイター - ヴァルター・レヒナー - フランツ・フンケラー               | ポルシェ・935型3.0リットル水平対向6気筒ターボ        | M      | 91     |
| 42 DNF | C1     | 85   | - 伊太利屋スポーツ - チームルマン                             | - ミシェル・トロレ - 鈴木利男 - ダニー・オンガイス                               | マーチ・88S                                          | Y      | 74     |
| 42 DNF | C1     | 85   | - 伊太利屋スポーツ - チームルマン                             | - ミシェル・トロレ - 鈴木利男 - ダニー・オンガイス                               | 日産自動車・VG30ET型3.2リットルV型6気筒ターボ        | Y      | 74     |
| 43 DNF | C1     | 86   | - 伊太利屋スポーツ - チームルマン                             | - ランベルト・レオーニ - 森本晃生 - アンデルス・オロフソン                       | マーチ・88S                                          | Y      | 69     |
| 43 DNF | C1     | 86   | - 伊太利屋スポーツ - チームルマン                             | - ランベルト・レオーニ - 森本晃生 - アンデルス・オロフソン                       | 日産自動車・VG30ET型3.2リットルV型6気筒ターボ        | Y      | 69     |
| 44 DNF | C1     | 30   | クラージュ・コンペティション                                  | - ポール・ベルモンド - フランソワ・ミゴール - 片山右京                           | クラージュ・C22                                      | M      | 66     |
| 44 DNF | C1     | 30   | クラージュ・コンペティション                                  | - ポール・ベルモンド - フランソワ・ミゴール - 片山右京                           | ポルシェ・935型2.8リットル水平対向6気筒ターボ        | M      | 66     |
| 45 DNF | C1     | 51   | WMセカテバ                                                    | - ロジャー・ドルシー - クロード・ハルディ - ジャン＝ダニエル・ローレ             | WM・P87                                              | M      | 59     |
| 45 DNF | C1     | 51   | WMセカテバ                                                    | - ロジャー・ドルシー - クロード・ハルディ - ジャン＝ダニエル・ローレ             | プジョー・ZNS4型2.8リットルV型6気筒ターボ            | M      | 59     |
| 46 DNF | C2     | 132  | ローランド・バサラー                                          | - ジャン＝フランソワ・イヴェール - ローランド・バサラー - レミー・ポショヴァン   | ザウバー・SHS C6                                     | A      | 53     |
| 46 DNF | C2     | 132  | ローランド・バサラー                                          | - ジャン＝フランソワ・イヴェール - ローランド・バサラー - レミー・ポショヴァン   | BMW・M80型3.5リットル直列6気筒                       | A      | 53     |
| 47 DNF | C1     | 52   | WMセカテバ                                                    | - パスカル・ペシオ - ジャン＝ダニエル・ローレ                                    | WM・P88                                              | M      | 22     |
| 47 DNF | C1     | 52   | WMセカテバ                                                    | - パスカル・ペシオ - ジャン＝ダニエル・ローレ                                    | プジョー・ZNS4型3.0リットルV型6気筒ターボ            | M      | 22     |
| 48 DNF | C2     | 107  | チェンバレン・エンジニアリング                                | - クロード・バローレナ - ジャン＝ルイ・リッチ - ジャン＝クロード・アンドリュー   | スパイス・SE88C                                      | A      | 17     |
| 48 DNF | C2     | 107  | チェンバレン・エンジニアリング                                | - クロード・バローレナ - ジャン＝ルイ・リッチ - ジャン＝クロード・アンドリュー   | フォード・コスワース・DFL型3.3リットルV型8気筒       | A      | 17     |
| 49     | C1     | 20   | チーム・デイビー                                              | - ティム・リー・デイビー - トム・ドットノーブル                                  | Tiga・GC88                                           | D      | 5      |
| 49     | C1     | 20   | チーム・デイビー                                              | - ティム・リー・デイビー - トム・ドットノーブル                                  | フォード・コスワース・DFL型3.3リットルV型8気筒ターボ | D      | 5      |
| DNS    | C2     | 181  | ルイジ・タヴェルナ・テクノレーシング                          | - ルイジ・タヴェルナ - ファビオ・マニャーニ - ロベルト・ラガッツィ               | Olmas・GLT-200                                       | A      | -      |
| DNS    | C2     | 181  | ルイジ・タヴェルナ・テクノレーシング                          | - ルイジ・タヴェルナ - ファビオ・マニャーニ - ロベルト・ラガッツィ               | フォード・コスワース・DFL型3.3リットルV型8気筒       | A      | -      |
| DNS    | C1     | 61   | チーム・ザウバー・メルセデス                                  | - マウロ・バルディ - ジェームス・ウィーバー - ヨッヘン・マス                     | ザウバー・C9                                         | M      | -      |
| DNS    | C1     | 61   | チーム・ザウバー・メルセデス                                  | - マウロ・バルディ - ジェームス・ウィーバー - ヨッヘン・マス                     | メルセデス・ベンツ・M117型5.0リットルV型8気筒ターボ  | M      | -      |
| DNS    | C1     | 62   | チーム・ザウバー・メルセデス                                  | - クラウス・ニーヅビーズ - ケネス・アチソン                                      | ザウバー・C9                                         | M      | -      |
| DNS    | C1     | 62   | チーム・ザウバー・メルセデス                                  | - クラウス・ニーヅビーズ - ケネス・アチソン                                      | メルセデス・ベンツ・M117型5.0リットルV型8気筒ターボ  | M      | -      |